# Costa de Kandalaksha

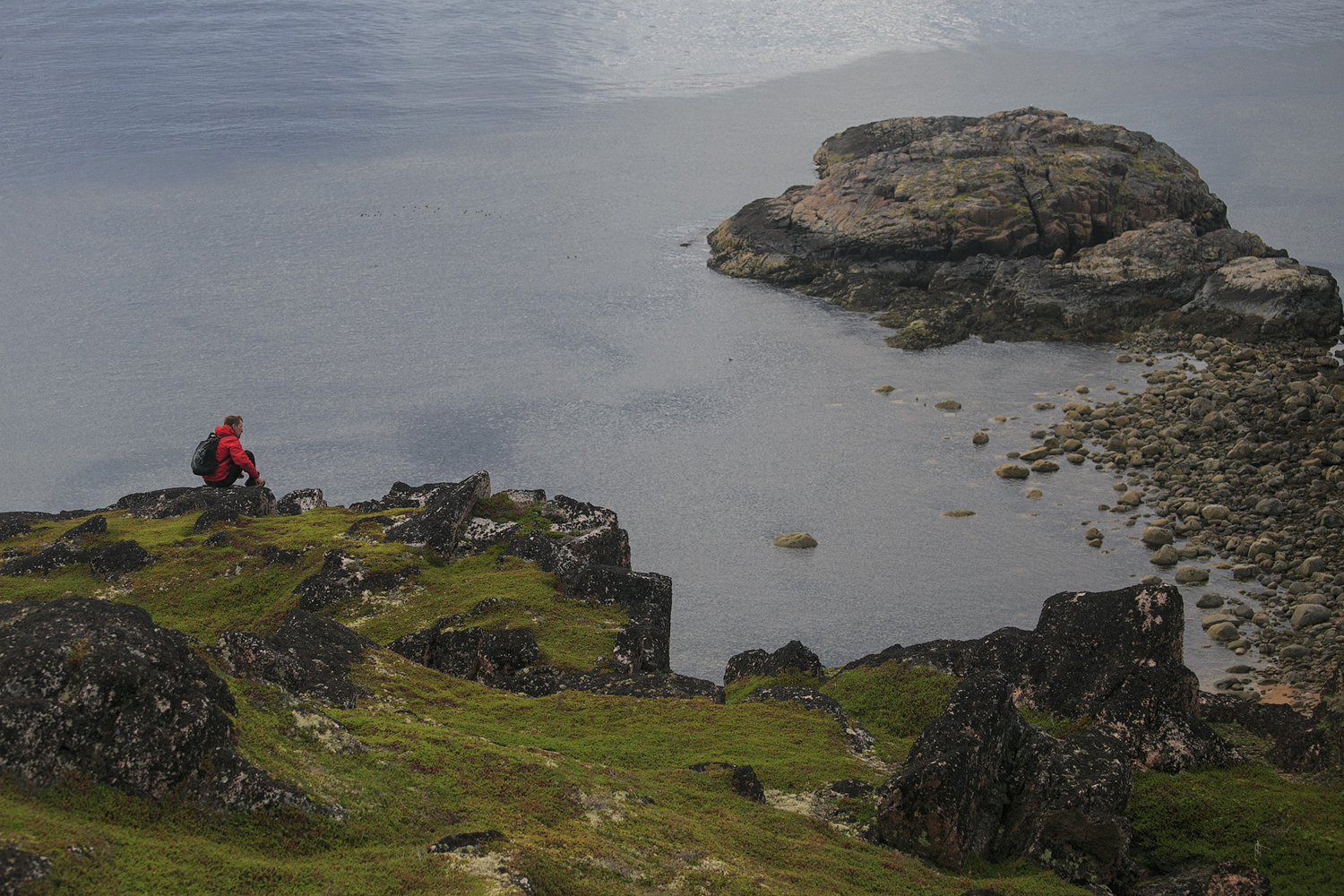
Costa de Kandalaksha

La costa de Kandalaksha (Кандалакшский берег en ruso, transl.: Kandalakshkiy bereg) es un área costera localizada en el noroeste del óblast de Murmansk, Rusia, en el punto más septentrional del mar Blanco entre Kandalaksha y la desembocadura del río Varzuga. Otros ríos importantes son el Umba y Niva.
El litoral está administrado por los distritos de Kandalakshkiy y Terskiy.
Se extiende a lo largo de Kandalaksha, Luvenga, Kolvitsa, Umba, Olenitsa, Kashkarantsy.
La costa empezó a ser poblada a partir del siglo XIII por los pomory.
La zona (a excepción del distrito homónimo) está incluido dentro del área de seguridad por las autoridades, por lo que para visitar el litoral, es necesario un permiso otorgado por la FSB.